# Rue Alphonse-de-Neuville
La rue Alphonse-de-Neuville est une voie résidentielle située dans le quartier de la Plaine-de-Monceaux du 17e arrondissement de Paris. Bien que longue d'à peine 150 mètres aujourd'hui, elle présente un ensemble élégant et éclectique d'architectures de la fin du XIXe siècle, avec plusieurs hôtels particuliers et de beaux immeubles post-haussmanniens.

## Situation et accès
La rue Alphonse-de-Neuville relie la place d'Israël au boulevard Pereire sud. Elle est desservie par la ligne 3 à la station Wagram ou Pereire ainsi que par la ligne C du RER à la gare de Pereire - Levallois.

## Origine du nom

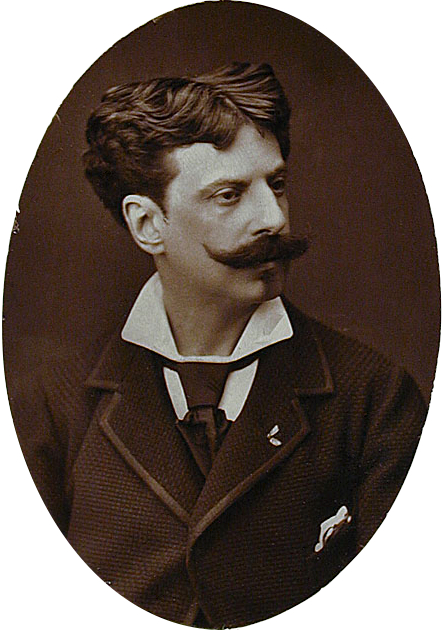
Alphonse de Neuville.

Cette rue porte le nom du peintre Alphonse de Neuville (1836-1885), élève d'Eugène Delacroix, peintre académique célèbre pour ses scènes de bataille. Il est aussi connu comme illustrateur des romans de Jules Verne.

## Historique

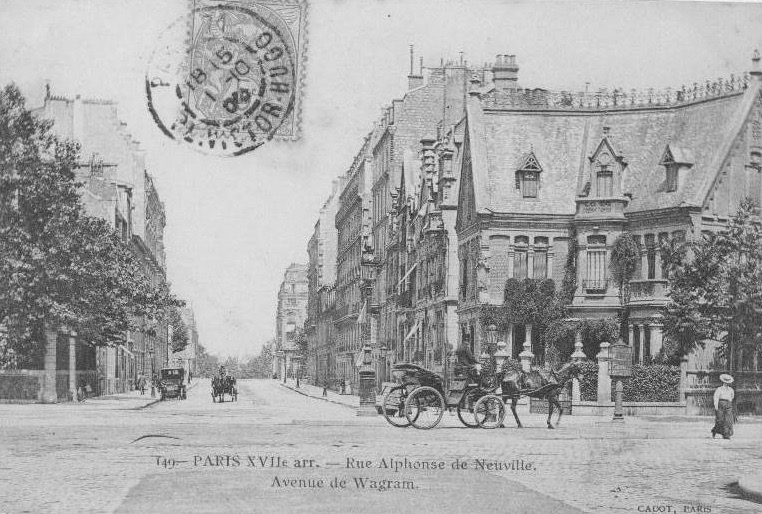
Vue de la rue Alphonse-de-Neuville au début du XXe siècle. À droite, l'hôtel particulier, construit en 1880 à l'angle de l'avenue de Wagram par l'architecte Stephen Sauvestre, a été détruit dans les années 1970.

Le secteur de la rue Alphonse-de-Neuville n'a été urbanisé qu'à partir de 1860, sous le Second Empire, après l'annexion par la ville de Paris de l'ancienne commune de Batignolles-Monceaux qui donnera naissance au nouveau quartier de la Plaine Monceau.
À l'origine, cette voie faisait partie de la rue Brémontier qui rejoignait initialement l'avenue de Villiers aux fortifications de l'enceinte de Thiers (aujourd'hui boulevard Berthier). Les rues Ampère, Brémontier, Jouffroy, de Prony ont été ouvertes entre 1862 et 1866 par les frères Pereire lors du lotissement de la Plaine Monceau. Ce secteur, peu bâti, était alors surtout constitué de cultures maraîchères, d'entrepôts et de terrains vagues.
En 1888, le tronçon de la rue Brémontier compris entre l'avenue de Wagram et les fortifications a été rebaptisé rue Alphonse-de-Neuville, en l'honneur du peintre éponyme, dont l'atelier s'élevait à l'angle de la rue Alphonse-de-Neuville actuelle et du boulevard Pereire. Selon les délibérations du Conseil municipal de Paris, ce changement de dénomination était « désiré par la population de la Plaine-Monceau et les nombreux artistes qui ont leur habitation dans ce quartier ». Une statue en bronze d'Alphonse de Neuville sera érigée en 1889 sur la place de Wagram toute proche, statue aujourd'hui disparue car fondue sous l'Occupation.
En 1926, le tronçon de la rue Alphonse-de-Neuville compris entre le boulevard Berthier et le boulevard Pereire est détaché pour former la rue Alfred-Roll.
La plaine Monceau est devenue entre 1875 et 1900 un nouveau quartier luxueux prisé à la fois par la bourgeoisie et les artistes en vogue. Le quartier a alors vu la construction de nombreux hôtels particuliers, dont beaucoup ont aujourd'hui disparu. Comme la rue Ampère voisine et la boulevard Pereire sud dans ce secteur, la rue Alphonse-de-Neuville conserve cependant une série remarquable d'hôtels particuliers, construits dans le style éclectique en vogue à la fin du XIXe siècle. Ces hôtels sont représentatifs du goût de l'époque pour les fantaisies architecturales, allant de l'évocation médiévale au style Louis XIII, en passant par des citations Renaissance. Certains témoignent du regain d'intérêt pour la brique, à nouveau digne d'être utilisée en façade. Les hôtels des nos 3, 15 et 25 bénéficient d'une protection patrimoniale dans le plan d'urbanisme de la ville de Paris.
La rue Alphonse-de-Neuville et son voisinage sont réputés avoir attiré toute une génération de peintres et de sculpteurs à l'époque. Plusieurs hôtels particuliers (nos 7, 9 et 11 de la rue) présentent un dernier étage sous verrière aménagé en atelier d'artiste.

## Personnalités
Avec son architecture bien ordonnancée et ses nombreux hôtels particuliers, la Plaine-Monceau est rapidement devenue un quartier de prédilection pour les artistes et les gens de lettres suffisamment fortunés ou reconnus. La rue Alphonse-de-Neuville en garde le souvenir au travers de quelques personnalités qui y résidèrent :
- En 1882, une fois la renommée et la fortune acquises, le peintre Alphonse de Neuville (1836-1885) fait appel à un architecte renommé, Gustave Gerhardt, prix de Rome 1865, pour se faire construire un bel hôtel particulier qui sera à la fois une résidence et un atelier[9], à l'angle de la rue Brémontier et du boulevard Pereire (25, rue Alphonse-de-Neuville aujourd'hui).

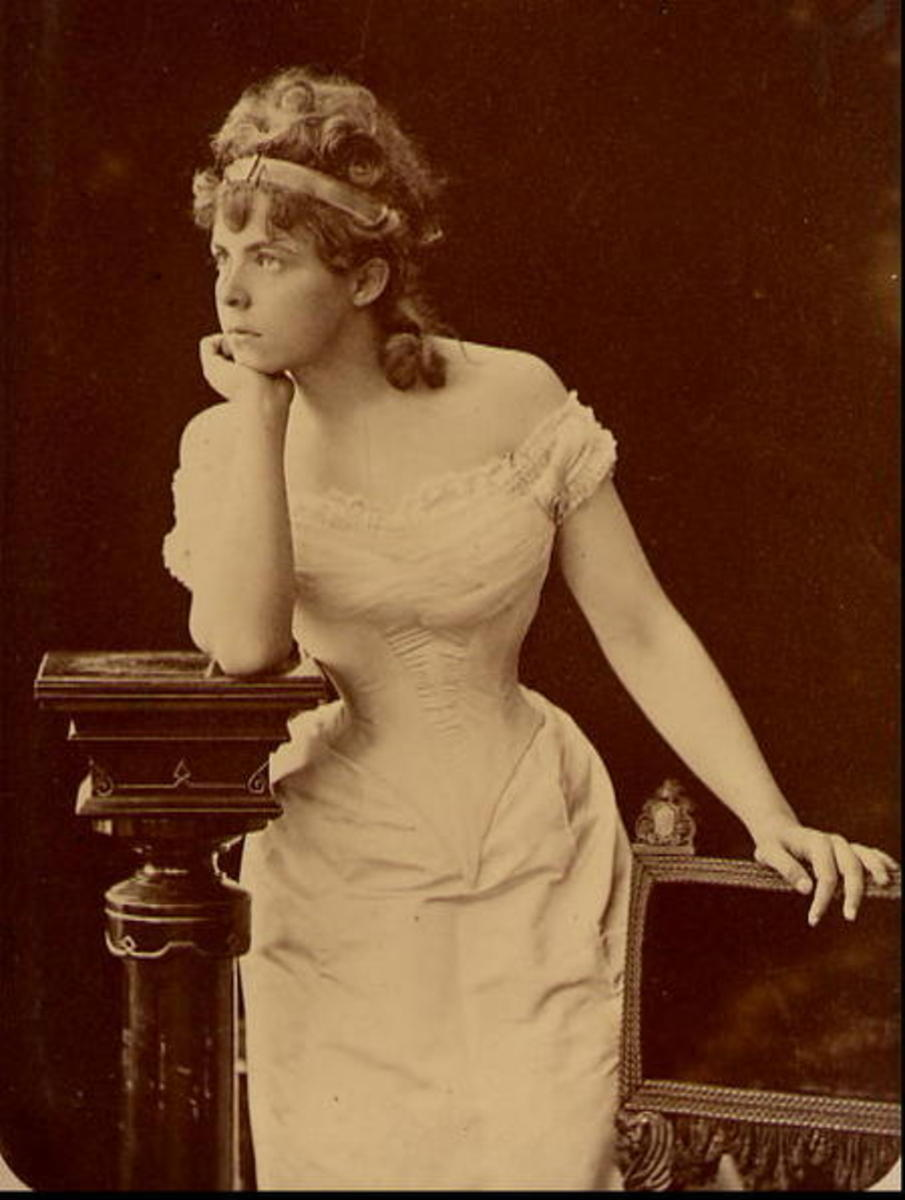
Marie Bashkirtseff, peintre russe.

- Marie Bashkirtseff (1858-1884), peintre et auteur d'un célèbre journal intime, s'installe en 1882 dans un hôtel particulier avec atelier d'artiste et jardin, situé à l'angle de la rue Alphonse-de-Neuville (encore nommée rue Brémontier à l'époque) et de la rue Ampère. Cet emplacement est actuellement occupé par l'immeuble des nos 1 et 1 bis, rue Alphonse-de-Neuville (entrée de service au 30, rue Ampère)[10]. D'une famille russe noble et fortunée, Marie Bashkirtseff passe sa jeunesse à voyager à travers l'Europe avant de se fixer à Paris en 1877. Elle s'installe d'abord dans le quartier des Champs-Élysées puis en 1882 à l'angle de rue Ampère et de la rue Alphonse-de-Neuville actuelle. Elle écrit dans son journal : "je n'avais qu'un rêve, l'avenue de Villiers, les voisinages artistiques et de connaître les artistes" ; "l'hôtel, rue Ampère, m'est apparu comme un bonheur complet"[11]. Personnalité météore, elle commença à rédiger son journal intime en français à l'âge de 12 ans et mourut à l'âge de 25 ans de la tuberculose.
- Alfred Roll (1848-1919), l'un des peintres officiels de la Troisième République, s'éteint en 1919 au 41, rue Alphonse-de-Neuville (précédemment 53, rue Brémontier), dans la vaste maison-atelier, aujourd'hui disparue, qu'il avait fait construire en 1881[12]. Une partie de la rue Alphonse-de-Neuville ayant été rebaptisée en son honneur en 1926, l'emplacement correspond aujourd'hui au 17, rue Alfred-Roll.
- Mademoiselle Réjane (1856-1920), l'une des plus grandes comédiennes de son temps aux côtés de Sarah Bernhardt (elles inspirèrent toutes les deux à Marcel Proust le personnage de La Berma dans la Recherche du Temps Perdu), s'installa dès 1881 au 43, rue Brémontier (tronçon qui sera renommé rue Alphonse-de-Neuville en 1888) en faisant l'acquisition d'un "mignon petit hôtel situé entre ceux de Roll et de Neuville"[13],[14]. Elle y donne des fêtes des bals qui "révolutionnent" le quartier d'après la presse de l'époque. C'est alors encore un secteur en devenir et ses invitations précisent avec humour pour l'adresse : "dans les terres vagues de l'avenue de Villiers"[15].
- Alexandre Dumas fils (1824-1895), l'auteur de La Dame aux Camélias, a longtemps résidé au no 98 avenue de Villiers mais s'était installé provisoirement au 11 rue Ampère en 1895[16]. En juin 1895, il épouse Henriette Cécile Règnier de la Brière et emménage, quelques mois avant son décès, au 22, rue Alphonse-de-Neuville[17]. Il y a occupé l'étage "noble", c'est-à-dire le premier étage au-dessus de l'entresol.
- Edmond Rostand (1868-1918), auteur de Cyrano de Bergerac (1897), l'une des pièces de théâtre les plus célèbres du répertoire français, fait l'acquisition en 1897 d'un petit hôtel particulier au 29, rue Alphonse-de-Neuville[18],[19]. Il en déménagera en 1900 pour s'installer définitivement au Pays basque. L'hôtel en question a été détruit et correspond à l'emplacement actuel du 1, rue Alfred-Roll.
- Jeanne Hatto (1879-1958), chanteuse d'opéra célèbre pour ses interprétations wagnériennes demeura au 24 bis, rue Alphonse-de-Neuville[20] (aujourd'hui 6, rue Alfred-Roll) dans un bel hôtel néo-Renaissance construit vers 1905. L'hôtel lui fut offert par Louis Renault (1877-1944), fondateur de la firme automobile avec lequel elle a longtemps entretenu une liaison[21],[22]. Louis Renault était alors un voisin proche, résidant au 4, rue Puvis-de-Chavannes.
- Le célèbre dramaturge et metteur en scène Sacha Guitry (1885-1957) et l'actrice Yvonne Printemps (1894-1977) s'installent en 1921 dans un bel hôtel particulier au 30, rue Alphonse-de-Neuville qu'ils occuperont jusqu'en 1927[23],[24],[25]. L'hôtel subsiste encore à l'emplacement actuel du 14, rue Alfred-Roll, à l'angle du boulevard Berthier.i

Deux figures du développement industriel à la fin du XIXe siècle et au début du XXe ont également résidé rue Alphonse-de-Neuville :
- En 1880, l'ingénieur Théophile Seyrig (1843-1923) fait construire par l'architecte Stephen Sauvestre un bel ensemble d'hôtels particuliers, pour lui-même et sa famille au nos 2, 4 et 6, rue Alphonse-de-Neuville[26],[27]. Il s'installe au no 2 à l'angle de l'avenue de Wagram, à l'emplacement actuel du 147, avenue de Wagram. Théophile Seyrig s'associe en 1868 avec Gustave Eiffel pour créer la société de construction Eiffel et Cie, qui deviendra vite une référence pour la construction métallique d'ouvrages d'art en France et en Europe. On doit notamment à Théophile Seyrig la conception innovante à l'époque des viaducs Maria Pia (1877) et Dom Luis I (1886) à Porto (Portugal). À la suite d'une brouille entre les deux associés, Théophile Seyrig quittera Eiffel et Cie avant la construction de la Tour Eiffel[28]. L'architecte Stephen Sauvestre, à qui a été confiée la construction des hôtels particuliers de la rue Alphonse-de-Neuville, a joué un rôle important dans la construction de la tour Eiffel en assurant la conception architecturale pour le compte de l'ingénieur Gustave Eiffel. Il s'était également acquis une solide réputation dans la construction d'hôtels particuliers dans la plaine Monceau (plus de 15 constructions, dont beaucoup ont disparu). Les hôtels des nos 2, 4 et 6, rue Alphonse-de-Neuville ont été détruits en 1974 pour faire place à un immeuble résidentiel.
- Le comte Georges Vitali (1861-1925) a résidé au début du XXe siècle au 25, rue Alphonse-de-Neuville dans l'ancien hôtel particulier du peintre éponyme[29]. D'une ancienne famille de noblesse vénitienne implantée en Grèce, il a succédé à son père Philippe Vitali, prince de SantEusebio, comme président de la Régie Générale des Chemins de Fer, société prospère exploitant de nombreuses concessions ferroviaires et portuaires dans le bassin méditerranéen et en particulier dans l'Empire Ottoman. Georges Vitali poursuivra l'expansion jusqu'en Chine en devenant le Président des Chemins de Fer du Yunnan[30].

Enfin la rue Alphonse-de-Neuville a compté un homme politique important de la Troisième République parmi ses résidents : au début du XXe siècle, Joseph Caillaux (1863 - 1944) et son épouse Henriette avaient élu domicile au no 22 de la rue Alphonse de Neuville, à l'angle du boulevard Pereire sud. Ministre des Finances à cinq reprises entre 1899 et 1926 dans les différents cabinets de la Troisième République, Joseph Caillaux est le créateur de l'impôt progressif sur le revenu en 1914. Son épouse Henriette Caillaux fut impliquée dans une des affaires les plus retentissantes de la Belle-Époque : ne supportant plus les campagnes de presse virulentes lancées par la droite nationaliste, en particulier Le Figaro, contre son mari et la menace de publications imminentes de lettres intimes, elle quitte son domicile du 22, rue Alphonse-de-Neuville, le 16 mars 1914, avec un petit revolver dans son manchon, pour se rendre au siège du journal Le Figaro ; elle y demande à être reçue par le directeur du journal, Gaston Calmette, et l'abat à bout portant de plusieurs balles. Ce dernier succombera à ses blessures.

## Dans la littérature
- De nombreuses demi-mondaines se sont installées dans les hôtels particuliers de la plaine Monceau à la fin du XIXe siècle[32]. Marcel Prévost, membre de l'Académie Française, publie en 1894 son roman Les Demi-vierges qui connaîtra un immense succès lors de sa parution (et donnera lieu à deux adaptations au cinéma). L'héroïne du roman, Maud de Rouvre, se voit offrir par un banquier fortuné un hôtel particulier situé rue Alphonse-de-Neuville[33].
- Dans le cycle de romans policiers Les nouveaux mystères de Paris, Léo Malet (1909-1986) publie en 1959 L'Envahissant Cadavre de la plaine Monceau[34] dont l'intrigue commence par la convocation du détective Nestor Burma dans un petit hôtel particulier avec une « étroite façade de castelet d'opérette », situé rue Alphonse-de-Neuville. Le roman a été adapté en bande dessinée par Emmanuel Moynot en 2009[35].

## Bâtiments remarquables et lieux de mémoire (rue Alphonse-de-Neuville actuelle)

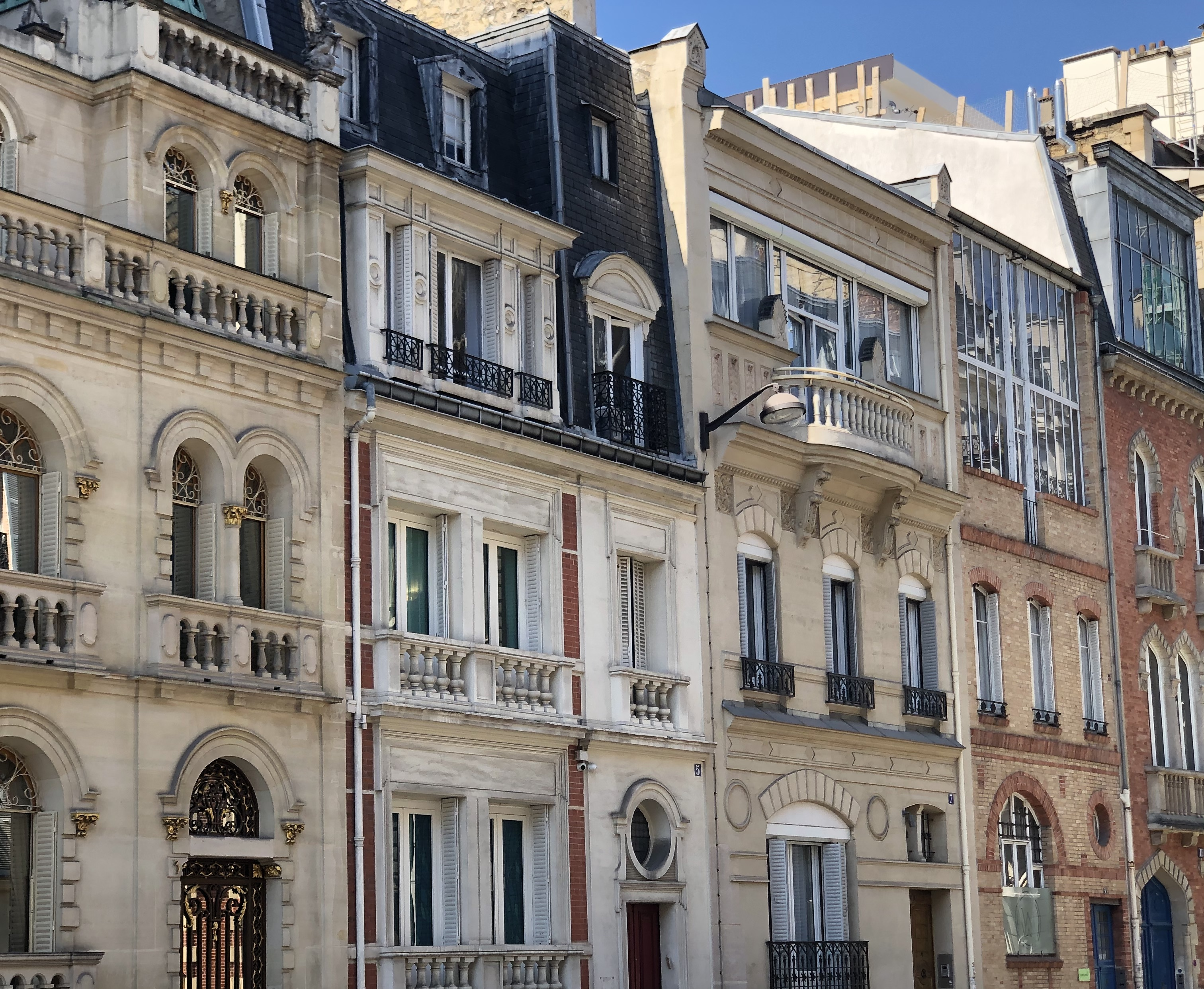
Façades d'hôtels particuliers, rue Alphonse-de-Neuville, côté impair.

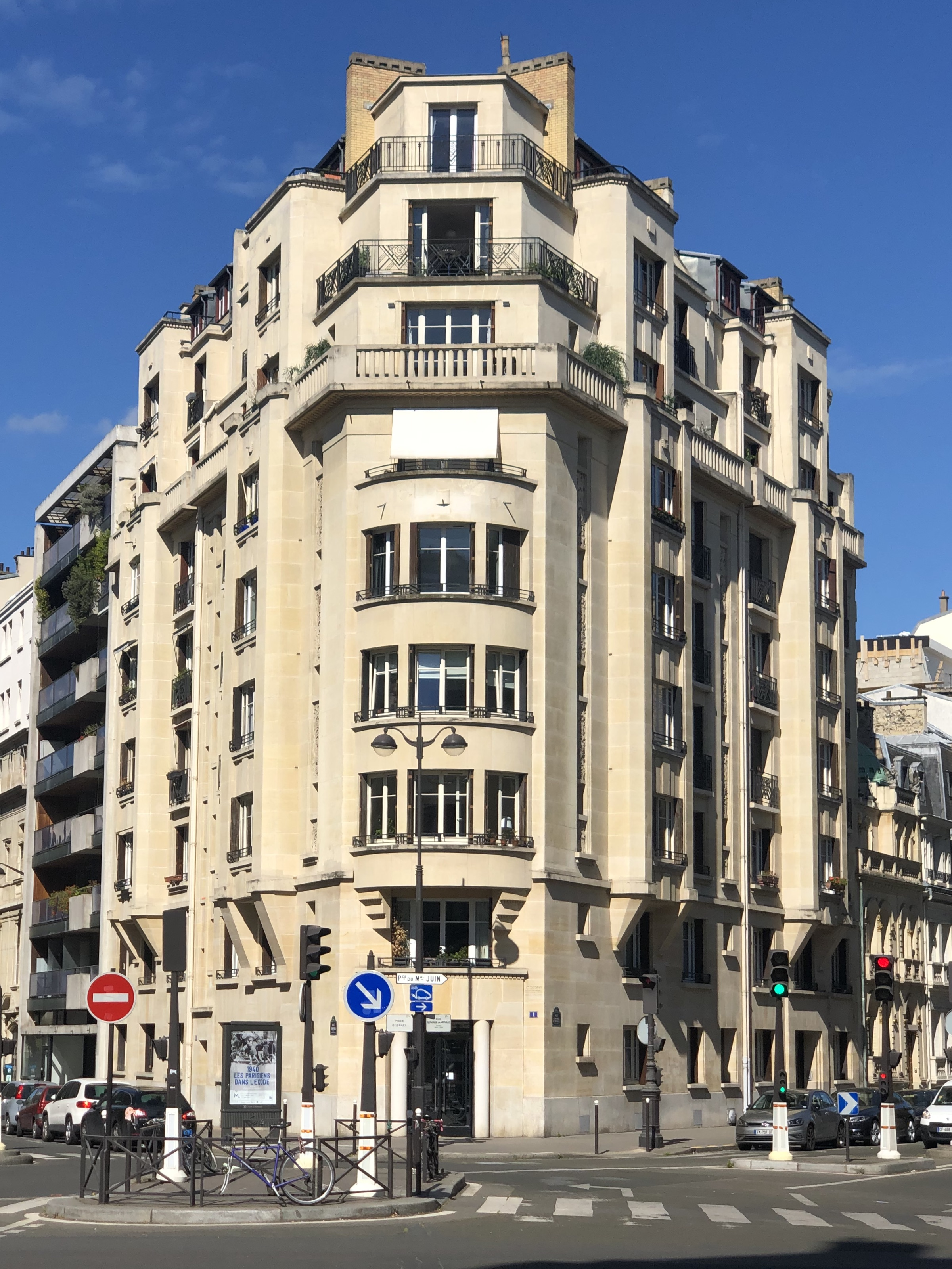
No 1 : immeuble Art déco (1937).

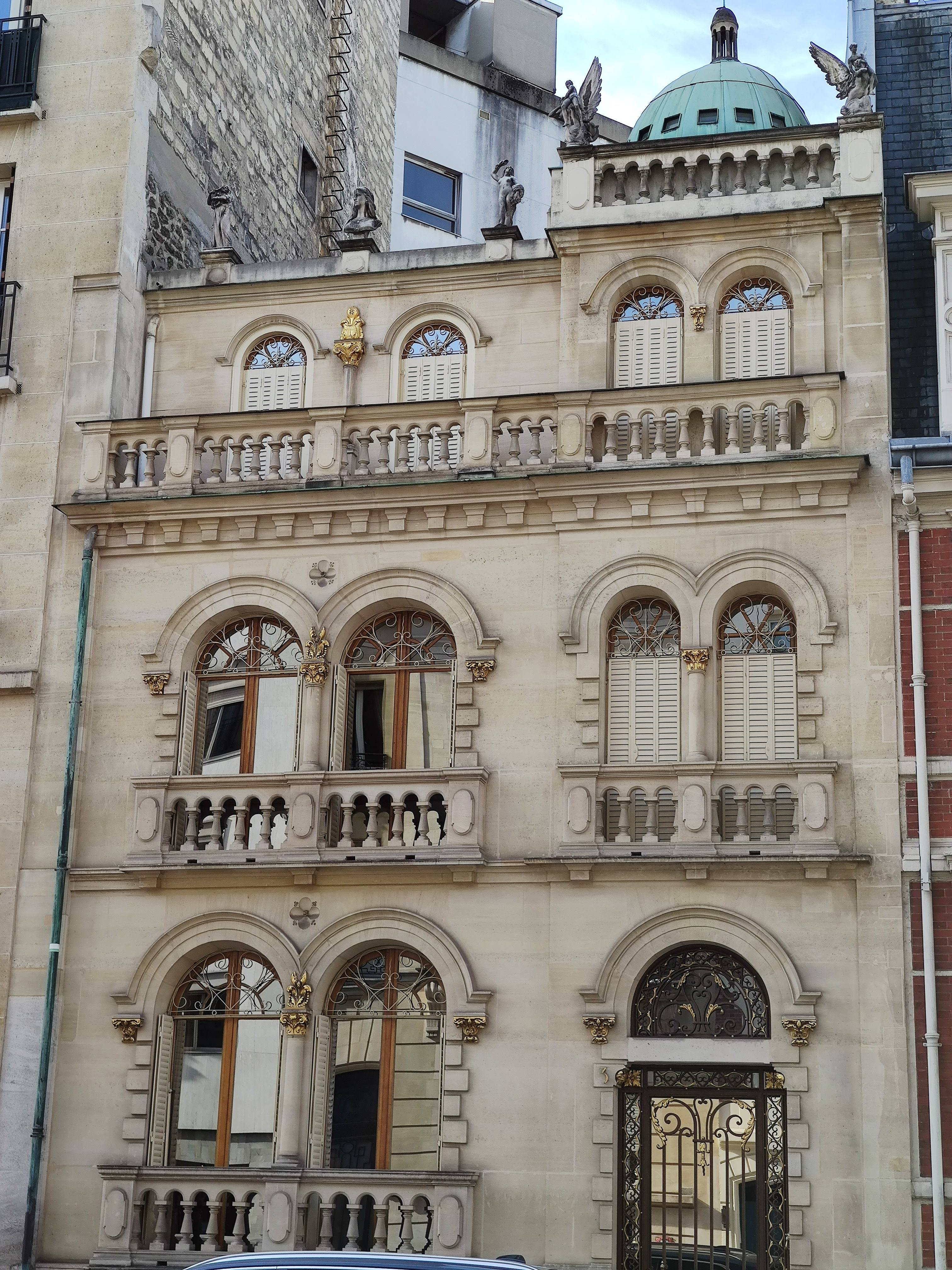
No 3.

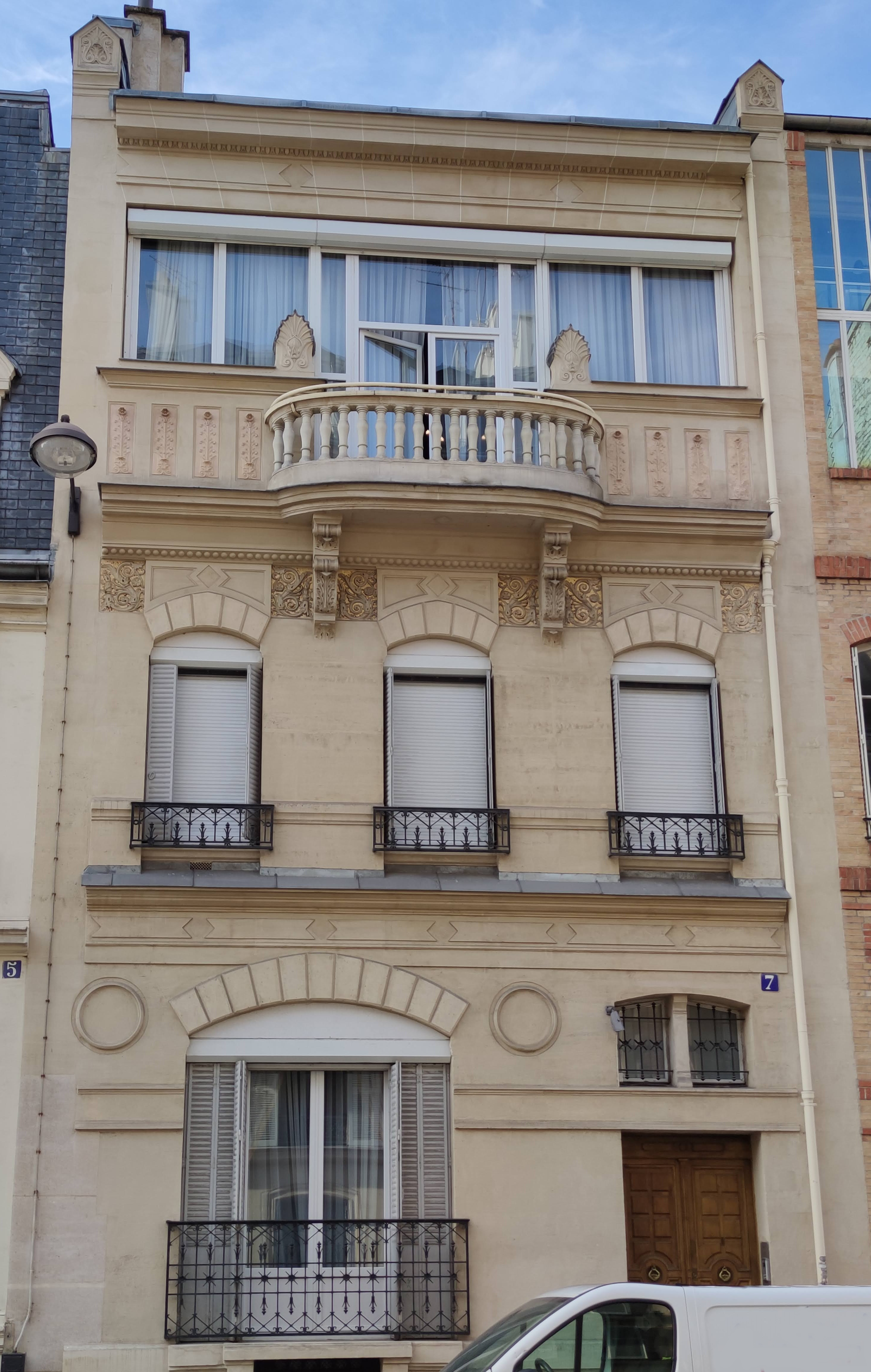
No 7.

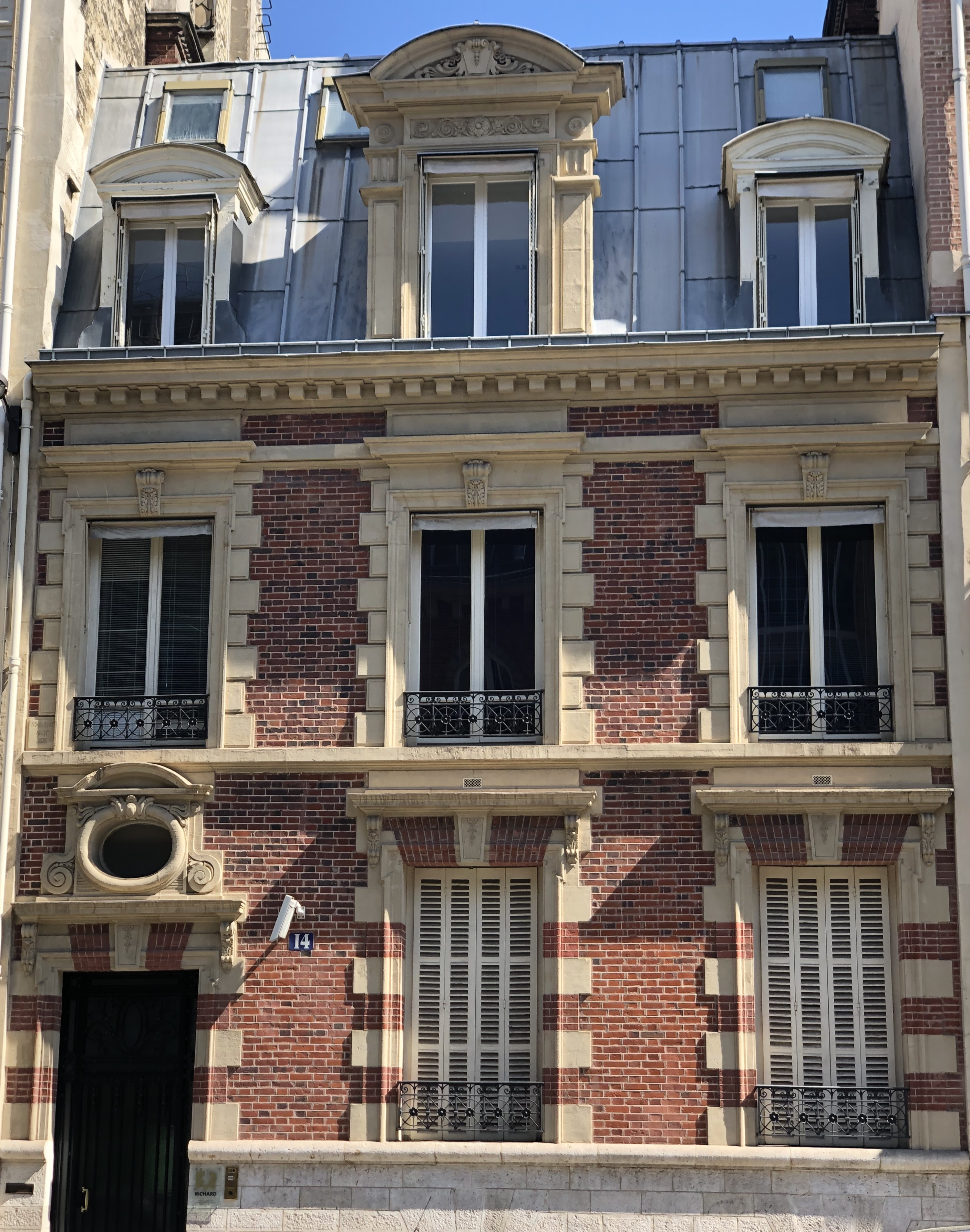
No 14 : hôtel particulier néo-Louis XIII.

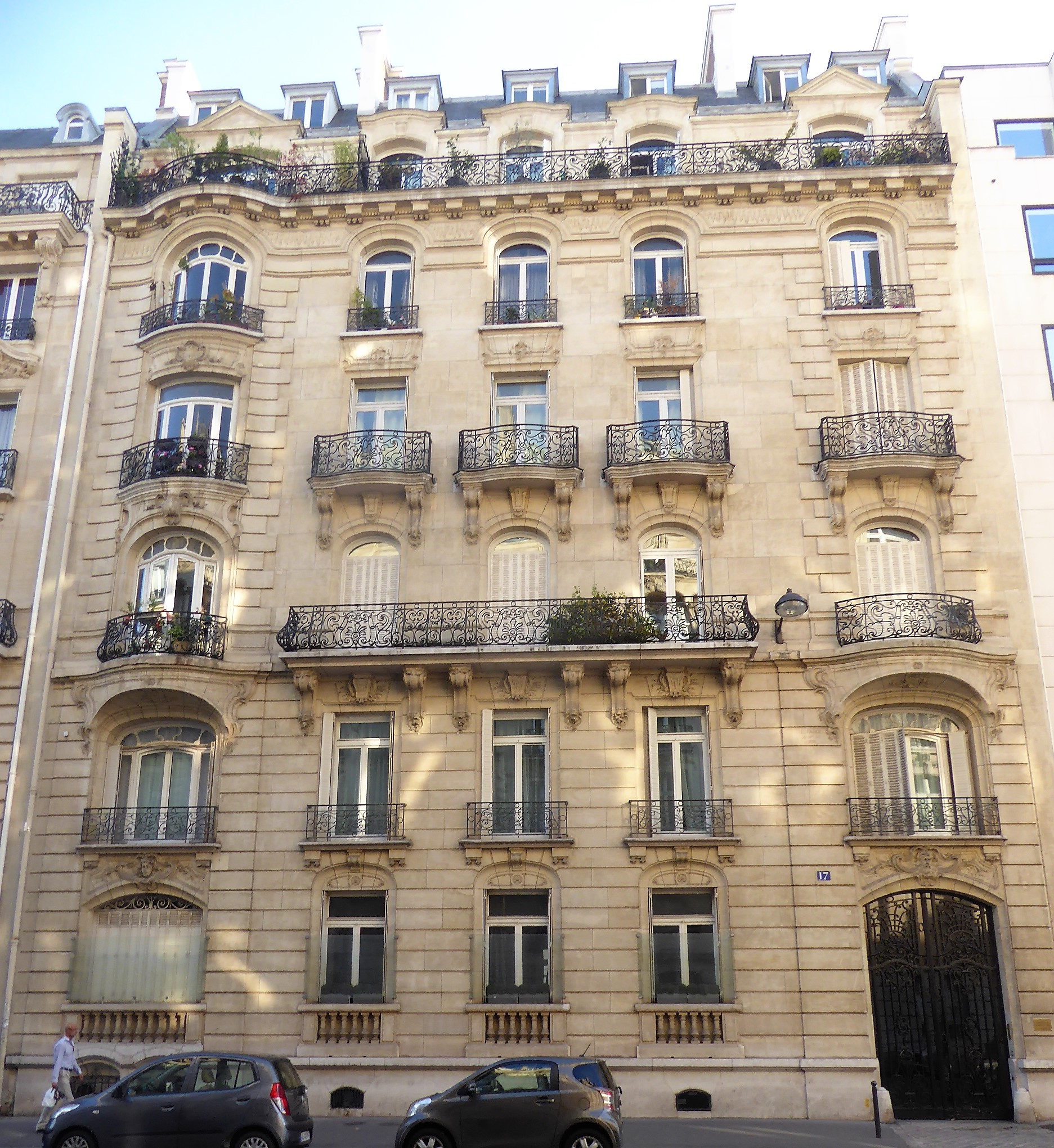
No 17 : immeuble post-haussmannien.

- Nos 1 et 1 bis : immeuble en pierre de taille, construit en 1937 à l'angle des rues Alphonse-de-Neuville et Ampère par l'architecte Edouard Thomas avec un vocabulaire typique de l'Art déco, en particulier ornementations verticales de fleurs ciselées et angle arrondi traité en bow-windows. La construction de l'immeuble a entraîné la destruction d'un petit hôtel particulier avec jardin et atelier d'artiste construit en 1880 par l'architecte Jules Février (1874-1925)[36], dont la principale réalisation est l'hôtel Gaillard, place du Général-Catroux. C'est dans cet hôtel particulier que s'installa la peintre russe Marie Bashkirtseff en 1882[11].
- Nos 2, 4 et 6[37] (aujourd'hui 147, avenue de Wagram) : emplacement d'hôtels particuliers construits en 1880 par l'architecte Stephen Sauvestre (1847-1919), détruits en 1974.
- No 3[38] : hôtel particulier avec balustrades, toit en terrasse et coupole, d'inspiration Renaissance italienne. La première mention du 3, rue Alphonse-de-Neuville, dans la presse, date de 1894, lorsqu’une violente explosion se produit à cette adresse, faisant craindre au voisinage un « nouvel attentat anarchiste ». Il s’agit en fait d’une explosion accidentelle due au gaz. Le propriétaire de l’hôtel particulier n’est désigné que par l’initiale D[39]. Dans les années 1920 et 1930, l’hôtel particulier appartient à un banquier, Léon Walsch[40].
- No 8[41] : hôtel particulier construit l'architecte Stephen Sauvestre en 1881 (remanié ensuite).
- Nos 9 et 11 : hôtels particuliers en brique avec atelier d'artiste, construits en 1891, par l'architecte Georges-Louis Bayard. Ce dernier a construit de nombreux hôtels particuliers de la rue Eugène-Flachat voisine.
- No 12 : immeuble construit en 1881 par l'architecte Albert-Franklin Vincent, comme l'hôtel particulier adjacent. La façade en brique rouge est inusuelle pour un immeuble de cette époque.
- No 14[38] : hôtel particulier construit en 1878 par l'architecte Albert-Franklin Vincent dans un style néo-Louis XIII. Il s'agit d'un des premiers hôtels particuliers construits lors de l'opération de lotissement de la plaine Monceau. Albert-Franklin Vincent est l'architecte du château de la Punta en Corse, édifié en 1882 avec des fragments des ruines du château des Tuileries.
- No 18[42] : immeuble de rapport avec façade Belle Époque construit en 1908 par l'architecte Ernest Louis Lahir. Autres réalisations de E. Lahir : hôtel de Villeroy au 33, rue Jean-Goujon (Paris VIIe) et remaniement du château de Fleury en Bière (91) vers 1910.
- No 19 : ancien emplacement du consulat général de Pologne dans les années 1920 et 1930.
- No 20 : immeuble de 1908 construit par l’architecte Ernest Rahir[43]. L’artiste lyrique Louise Grandjean (1870-1934) a habité l’immeuble et y est décédée[44].
- No 22 : immeuble post-haussmannien cossu construit en 1890, à l'angle du boulevard Pereire (no 79), où résidèrent deux personnalités : Alexandre Dumas fils (1824-1895), auteur dramatique et membre de l'Académie française[17], et l'homme politique Joseph Caillaux (1863-1944), ministre et président du Conseil des ministres sous la IIIe République[45]. Ils ont été l’un après l’autre locataires de l’appartement du premier étage, l’étage « noble », alors vaste de 360 m2 (il fut divisé dans les années 1950). L’animateur de télévision Christophe Dechavanne a également habité dans l’immeuble[46].
- No 25[38],[47],[48] (et 89 boulevard Pereire) : résidence et atelier du peintre Alphonse de Neuville construit en 1882 par l'architecte Gustave Adolphe Gerhardt (1843-1921), prix de Rome 1865. Gustave Gerhardt a notamment dirigé la restauration du Collège de France et du Conservatoire des Arts et Métiers à Paris. L'hôtel de Neuville a ensuite fait l'objet de divers remaniements extérieurs qui ne contribuent pas à sa mise en valeur.